# Syncrotaulella
Syncrotaulella é um gênero de mariposa pertencente à família Acrolepiidae.